# 読書する女
『読書する女』（どくしょするおんな、原題：La Lectrice、「朗読係」及び「朗読者」の意）は、1988年のフランス映画。レイモン・ジャンの同名の小説をミシェル・ドヴィルが映画化した作品。
1988年、モントリオール世界映画祭アメリカ・グランプリ、ルイ・デリュック賞を受賞し、翌年のセザール賞は作品賞、監督賞、脚本賞、主演女優賞、助演女優賞（カザレス）、美術賞、編集賞、ポスター賞で候補となり、この作品で一躍脚光を浴びたパトリック・シェネが助演男優賞を受賞した。
癖のあるお客相手に本を読んで聞かせるヒロインをミウ＝ミウが演じる、ちょっと変わった知的ライト・コメディ。ヒロインが現実と本の中の主人公になりきり、現実と本の中の境界線が曖昧になっていく不思議な作りでもある。
日本では、パリ'88 東京〜パリ友好都市提携文化交換事業の一環で開催された東宝東和創立60周年記念「フランス・シネマ・フェスティバル」（1988年10月15日〜28日、有楽町マリオン 日劇）の10月21日に主演のミウ＝ミウを招いて初上映。翌年10月に日比谷シャンテにて単館ロードショーされ、大ヒット・ロングランとなった。
テーマ曲とも言える「ヴァルトシュタイン」を始め、「テンペスト」「春」「英雄」「チェロ・ソナタ第1番」など全編にわたってベートーヴェンの音楽が流れ、作品に軽やかなリズムを生み出している。後に有名になる演奏家たちにこの映画のために演奏させているのも特筆すべき点だが、サントラはリリースされず、しかも曲名情報がないこともあって歯がゆい状態であった。それもあって、日本公開前(1989年8月25日発売)にはサウンドトラック盤ではなく「映画 読書する女 サウンド・ヴァージョン」と銘打ったCDをユニバーサル ミュージックのクラシック・レーベルPhilips Classicsより出している(アルフレート・ブレンデルら同レーベルの音源を集めたもので、映画の音源とは関係は無い。通販中古売りなどでも購入可)。

## スタッフ
- 監督・脚本：ミシェル・ドヴィル
- 製作：ロザリンド・ドヴィル
- 原作：レイモン・ジャン（フランス語版）
- 脚本：ロザリンド・ドヴィル
- 撮影：ドミニク・ルリゴルール（フランス語版）
- 美術：ティエリー・ルプルースト
- 衣装：セシル・バルム
- 録音：ギュ・レベル（フランス語版）フィリップ・リオレ（フランス語版）

- 音楽：ルートヴィヒ・ヴァン・ベートーヴェン
- 編曲：カンタン・ダマンム
- 演奏
  - ピアノ：ジャン＝フランソワ・エッセール（フランス語版）
  - ヴァイオリン：ブリュノ・パスキエ（フランス語版）
  - ヴァイオリン：エリザベット・バルマス Elisabeth Balmas
  - チェロ：ロラン・ピドゥ（フランス語版）
  - フルート：ミシェル・モラゲス Michel Moragues
  - クラリネット：ジャック・ディ・ドナート（フランス語版）

## キャスト
- ミウ＝ミウ：コンスタンス／マリー
- クリスチャン・リュシェ：ジャン／フィリップ

以下、登場順
- シルヴィー・ラポルト（フランス語版）
- ミシェル・ラスキーヌ（フランス語版）
- ブリジット・カティヨン（フランス語版）
- レジス・ロワイエ（フランス語版）
- シモン・エーヌ（フランス語版）
- クリスチャン・ブラン（フランス語版）
- マリアンヌ・ドニクール（フランス語版）
- マリア・カザレス（フランス語版）
- アンドレ・ウィルム
- パトリック・シェネ（フランス語版）
- クロチルド・ド・ベゼール（フランス語版）
- ジャン＝リュック・ブテ（フランス語版）
- ベランジェール・ボンヴォワザン（フランス語版）
- ピエール・デュクス（フランス語版）
- レオ・カンピオン（フランス語版）
- シャルロット・ファラン
- イト・ハウフメス
- マリア・ド・メデイルシュ
- イザベル・ジャニエ
- シルヴィー・ジャン
- カブリエル・バラキアン

## ストーリー
読書好きのコンスタンスは恋人と同棲中。ベッドの中で彼女は『読書する女』という本に夢中になっている。
『読書する女』の中の主人公マリーは読書好きで、自分の美声を生かし、広告を出してお客に本を読んで聞かせるという仕事を始める。
しかし、訪ねた家々の人々は一癖も二癖もある人間が多い。下半身不随のマザコン気味の少年にはモーパッサンの「手」を読むが興奮して発作を起こし、精神病院で死んだ作家の本を読むなとダーグ医師に叱られる。
ボードレールの『悪の華』は母親に不適切とされ、「宝玉（宝石）」を読むが、今度は前のワンピースで来てくれといわれる。
女子学生と寝ないという老教授はエミール・ゾラの「制作」を純文学好きの100歳の将軍夫人に読めばいいと勧められる。
メイドのベラはなんと下着の中に飼っているクモを見せられる。結局、マルクスの『反デューリング論』（エンゲルス）を読む。
離婚して欲求不満の中年社長はデュラスの『ラマン・愛人』の朗読の最中に身体を触りまくるが、老教授の忠告に反発して寝てしかも積極的になる。
別の訪問先の幼女は『不思議の国のアリス』が大好きで誘われるまま遊園地に行き、ママの高価な宝石も持ってきたので誘拐犯に間違えられる。
少年の15歳の誕生日には盲目の友だちが来て「盲者と下肢麻痺者」を読まされる。社長からジンバブエ行きを打診されるが、断る。メイドはマリーに勧められ髪を切りに行ってクモが出て美容院が閉鎖し、閉店反対デモが起きる。
ブロワ警部は革命派と王党派双方から問題視されると警告。少年はジョアシャン・デュ・ベレーの『哀惜詩集』の「金羊毛」の詩からヘアの話になり、今度はパンティをはかないで来てくれと頼む。
老判事は希少本だといってマルキ・ド・サドの『ソドム百二十日』を朗読させる。二度目にはダーグ医師もブロワ警部も誘ったので、マリーはサヨナラをする。
こうして「朗読者はいなくなった」と恋人がいうのに対して、コンスタンスは世の中には朗読を必要としている人がいっぱいいるから「ここからが始まりよ」という。

## 関連書籍
レイモン・ジャン・鷲見和佳子訳『読書する女』（新潮文庫 1989年）